# Agoraea citrinotincta
Agoraea citrinotincta är en fjärilsart som beskrevs av Rothschild 1909. Agoraea citrinotincta ingår i släktet Agoraea och familjen björnspinnare. Inga underarter finns listade i Catalogue of Life.